# Street Fighter: The Movie
Conocido en Japón como Street Fighter: Real Battle On Film, este videojuego es una adaptación de la película Street Fighter: La Última Batalla, protagonizada por Jean Claude Van Damme y Raúl Juliá, que a su vez, estaba basada en la saga de videojuegos de Street Fighter. Apareció por primera vez en arcade en 1994 programada por Incredible Technologies. Posteriormente, en 1995 se pusieron a la venta sendas versiones para Saturn y PlayStation desarrolladas por la propia Capcom, siendo la versión arcade y la doméstica bastante diferentes. Este videojuego destacó por ofrecer gráficos digitalizados de actores reales (los mismos que en la película), al estilo Mortal Kombat.

## Luchadores
La versión arcade y la doméstica no poseen los mismos luchadores, aunque una mayoría si se mantienen. Los personajes disponibles son:
| Personaje | Actor                     | Notas |
| --------- | ------------------------- | --- |
| Guile     | Jean-Claude Van Damme     | |
| Ryu       | Byron Mann                | |
| Ken       | Damian Chapa              | |
| Chun-Li   | Ming-Na Wen               | |
| Cammy     | Kylie Minogue             | |
| Vega      | Jay Tavare                | |
| Sagat     | Wes Studi                 | |
| Zangief   | Andrew Bryniarski         | |
| E. Honda  | Peter Tuiasosopo          | |
| Balrog    | Grand L. Bush             | |
| Sawada    | Kenya Sawada              | Personaje creado para la película, creado para el actor Kenya Sawada, elegido originalmente por Capcom para el papel de Ryu. |
| M. Bison  | Raúl Juliá - Darko Tuscan | Tuscan, doble de riesgo de Juliá en la película, realizó las capturas de movimiento del personaje tras el fallecimiento del actor. Juliá fue usado para la plantilla de selección de personaje y escenas cinematográficas                         |
| Blade     | Alan Noon                 | -Personaje exclusivo de la versión arcade. Esta versión tiene tres personajes secretos (Arkane, F7 y Khyber), los cuales son solo cambios de paleta (Pallette swaps) de Blade -Alan Noon es uno de los desarrolladores de Incredible Technologies |
| Akuma     | Ernie Reyes Sr.           | Personaje normal en la versión arcade, pero secreto en la versión para consolas |
| Blanka    | Robert Mammone            | Personajes exclusivos de la versión para consolas |
| Dee Jay   | Miguel A. Núñez, Jr.      | Personajes exclusivos de la versión para consolas |

## Jugabilidad
Street Fighter: The Movie posee la misma jugabilidad que Super Street Fighter II. Seis botones para golpear (puño suave/medio/fuerte, y patada suave/media/fuerte), los mismos movimientos clásicos (Hadoken, Shoryken, etc.), y la posibilidad de efectuar Super Combos rellenando la típica barra para tal efecto. Se añaden nuevas maniobras de combate como el ComeBack Move (un golpe especial que solo se puede hacer cuando el nivel de vida está muy bajo) y el Regen Move (un movimiento que permite al luchador recuperar algo de vida).

## Gráficos
Jean Claude Van Damme y el resto del reparto de la película, participaron activamente en este videojuego, capturando todos sus movimientos fotograma a fotograma, y así poder animarlos como en el videojuego original. Obviamente Raúl Juliá no aparece en el videojuego (solo en la pantalla de selección de luchador), debido a que falleció después de rodar la película (aunque su parecido solo es utilizado en la presentación del juego, la cual utiliza escenas de la película). Por lo tanto, todas las animaciones de Bison fueron hechas por el actor Darko Tuscan. El personaje de Blade (exclusivo de la versión arcade) es Alan Noon, uno de los especialistas de Incredible Technologies (la desarrolladora del arcade). El resultado final fue un juego de lucha 2D con actores reales digitalizados, muy similar a la saga Mortal Kombat. Los escenarios también estaban inspirados en los aparecidos en la película (la base militar, el mercado negro, la jaula de lucha clandestina, la fortaleza de M. Bison, etc.)

## Diferencias entre el arcade y las versiones de Saturn y PlayStation
La versión arcade original fue programda por Incredible Technologies, y presentaba unos personajes bastante grandes, con una animación muy fluida, con una gran cantidad de imágenes por segundo. En algunos escenarios se podían ver fragmentos de la película en formato vídeo en tiempo real. También, aún tratándose de una recreativa arcade, disponía de muchos trucos como poder quitar o modificar el tiempo del combate, los asaltos, las magias, etc.
Las versiones de Saturn y PlayStation fueron programadas por la propia Capcom, y la conversión salió perdiendo bastante, sobre todo en los luchadores, perdiendo definición, menguando de tamaño y recortes en las animaciones. Para compensar las pérdidas, se incluyeron varios videos de introducción e intermedios extraídos directamente de la película, nuevos luchadores (Blanka y Dee Jay), nuevos escenarios, un nuevo y exclusivo modo de juego, el "Movie Battle", donde solo se puede llevar a Guile siguiendo una trama similar a la película, y el videoclip interpretado por Chase & Aska de la canción del final Something There. El personaje de Blade no está disponible en Saturn y PlayStation porque era un personaje propiedad de Incredible Technologies-

## Crítica
Tanto en su versión arcade como en las domésticas, Street Fighter: The Movie recibió muy malas críticas por parte de la prensa especializada, y de los jugadores en particular. La jugabilidad no estaba todo lo depurada como debería ser en la saga, además de que ver a actores de carne y hueso efectuar los movimientos típicos de los luchadores de Street Fighter resultaba ridículo. Además la película decepcionó a todo el mundo, y eso se notó en las ventas del videojuego. Street Fighter: The Movie está considerada la "oveja negra" de la franquicia. Incluso la propia Capcom reniega de este título como si no existiese, ignorándolo en las entrevistas, y descartándolo de incluirlo en alguna recopilación de Street Fighter.

## Otros datos de interés
- Este videojuego fue estrenado unos meses después de la película y para su realización, se convocó a los actores originales para le realización de tomas fotográficas para tomar como base en la creación de los movimientos de los peleadores. Sin embargo, no se pudo contar con la presencia de Raúl Juliá, quien había fallecido después de la película.
- T-Hawk, es uno de los personajes protagonistas de la película. Está considerado como el segundo hombre de Guile, después de Cammy y antes del Capitán Sawada. Inclusive, su aparición en el frente de combate tiene lugar en los mismos tiempos y espacios del Coronel Guile. Sin embargo, no figura en ninguna de las versiones del videojuego mostrando solamente a Cammy y a Sawada.
- Uno de los comentarios más sonados para criticar, ridiculizar o definir este videojuego es: "videojuego basado en una película basada en un videojuego".
- Es el único videojuego de Street Fighter que no fue desarrollado por Capcom